# 20 kilomètres marche masculin aux championnats du monde d'athlétisme 2001
Navigation
Séville 1999 Paris 2003
L'épreuve du 20 kilomètres marche masculin des championnats du monde d'athlétisme 2001 s'est déroulée le 4 août 2001 dans les rues d'Edmonton, au Canada. Elle est remportée par le Russe Roman Rasskazov.

## Résultats
| Rang               | Athlète                  | Pays         | Temps           | Notes |
| ------------------ | ------------------------ | ------------ | --------------- | ----- |
| Médaille d'or      | Roman Rasskazov          | Russie       | 1 h 20 min 31 s | SB    |
| Médaille d'argent  | Ilya Markov              | Russie       | 1 h 20 min 33 s |       |
| Médaille de bronze | Viktor Burayev           | Russie       | 1 h 20 min 36 s |       |
| 4                  | Nathan Deakes            | Australie    | 1 h 20 min 55 s |       |
| 5                  | David Márquez            | Espagne      | 1 h 21 min 09 s | PB    |
| 6                  | Joel Sánchez             | Mexique      | 1 h 22 min 05 s |       |
| 7                  | Satoshi Yanagisawa       | Japon        | 1 h 22 min 11 s |       |
| 8                  | Jefferson Pérez          | Équateur     | 1 h 22 min 20 s |       |
| 9                  | Jiří Malysa              | Tchéquie     | 1 h 22 min 42 s |       |
| 10                 | Hatem Ghoula             | Tunisie      | 1 h 23 min 14 s |       |
| 11                 | Alejandro López          | Mexique      | 1 h 23 min 20 s |       |
| 12                 | Alessandro Gandellini    | Italie       | 1 h 24 min 05 s |       |
| 13                 | Li Zewen                 | Chine        | 1 h 24 min 29 s |       |
| 14                 | Robert Heffernan         | Irlande      | 1 h 25 min 02 s |       |
| 15                 | Ivan Trotski             | Biélorussie  | 1 h 25 min 02 s |       |
| 16                 | Lorenzo Civallero        | Italie       | 1 h 25 min 28 s |       |
| 17                 | Miloš Holuša             | Tchéquie     | 1 h 25 min 37 s |       |
| 18                 | Luis Fernando García     | Guatemala    | 1 h 26 min 47 s |       |
| 19                 | Shin Il-Yong             | Corée du Sud | 1 h 27 min 47 s |       |
| 20                 | Gintaras Andriuškevicius | Lituanie     | 1 h 27 min 53 s |       |
| 21                 | Arturo Huerta            | Canada       | 1 h 29 min 27 s |       |
| 22                 | Silviu Casandra          | Roumanie     | 1 h 29 min 49 s |       |
| 23                 | Anthony Gillet           | France       | 1 h 31 min 24 s |       |
| 24                 | Sabir Sharuyayev         | Kazakhstan   | 1 h 32 min 03 s |       |
| —                  | Tim Berrett              | Canada       | DQ              |       |
| —                  | Vladimir Andreyev        | Russie       | DQ              |       |
| —                  | Rami Abdelhabi Al-Deeb   | Palestine    | DQ              |       |
| —                  | Artur Meleshkevich       | Biélorussie  | DQ              |       |
| —                  | João Vieira              | Portugal     | DQ              |       |
| —                  | Timothy Seaman           | États-Unis   | DQ              |       |
| —                  | Yevgeniy Misyulya        | Biélorussie  | DQ              |       |
| —                  | Noé Hernández            | Mexique      | DQ              |       |
| —                  | Daugvinas Zujus          | Lituanie     | DQ              |       |
| —                  | Andreas Erm              | Allemagne    | DNF             |       |
| —                  | André Höhne              | Allemagne    | DNF             |       |
| —                  | Aigars Fadejevs          | Lettonie     | DNF             |       |
| —                  | Paquillo Fernández       | Espagne      | DNF             |       |

## Légende
Records et Performances
- AR : Record continental (area record)
- CR : Record des championnats (championship record)
- MR : Record du meeting (meet record)
- NR : Record national (national record)
- OR : Record olympique (olympic record)
- PR : Record paralympique (paralympic record)
- PB : Record personnel (personal best)
- SB : Meilleure performance personnelle de la saison (season's best)
- WL : Meilleure performance mondiale de l'année (world leader)
- WJR : Record du monde junior (world junior record)
- WR : Record du monde (world record)

Circonstances et Conditions
- DNF : N'a pas terminé (did not finish)
- DNS : N'a pas pris le départ (did not start)
- DQ : Disqualification (disqualification)
- NM : Aucun essai valable enregistré (No Mark)
- Q : Qualifié « directement » au prochain tour (ou à la prochaine compétition), lors d'une compétition majeure, grâce au classement ou à la réalisation des minima (automatic qualifier)
- q : Qualifié au prochain tour (ou à la prochaine compétition), lors d'une compétition majeure, grâce au repêchage ou à la réalisation de l'une des meilleures performances parmi celles des « non qualifiés directement » (grâce au meilleur temps ou à la meilleure distance par exemple) (secondary qualifier)